# Гідравлічні класифікатори

Гідравлічні класифікатори (рос.гидравлические классификаторы, англ. hydraulic classifiers, нім. hydraulischer Stromklassierer m, Naßklassierer m) – класифікатор, в якому вихідний сипучий матеріал розподіляється за крупністю в циліндричній, конічній або пірамідальній ємкості методом устоювання під дією гравітаційних або відцентрових 
сил.

## Різновиди
Апарати гідравлічної класифікації підрозділяють за двома основними ознаками: за силовим полем, під дією якого здійснюється розділення суспензії, і за способом розвантаження пісків. 
За силовим полем розрізняють класифікатори гравітаційні і відцентрові, за способом розвантаження пісків – із примусовим і самопливним розвантаженням.
За способом видалення зернистої частини матеріалу Г.к. поділяють на класифікатори з механічним розвантаженням (скребкові, елеваторні, відсаджувальні центрифуги) та з розвантаженням самопливом (конічні, пірамідальні, гідроциклони, дугові сита). 
За принципом дії розрізняють Г.к., в яких процес розділення здійснюють під дією гравітаційних сил та сил опору середовища (конічні, пірамідальні, скребкові, елеваторні) та класифікатори, в яких, крім вказаних сил, діють ще й відцентрові сили (гідроциклони, центрифуги, дугові сита, конічні грохоти). 
До Г.к. належить також багер-зумпф. 
Гідравлічні класифікатори багатокамерні використовують для підготовки подрібнених руд до збагачення. Вони призначені для розділення матеріалів на кілька класів за швидкістю їхнього осадження у водному середовищі (наприклад, перед концентрацією на столах). Г.к.б. являють собою відкритий жолоб 1, що розширюється до зливного порога, по якому протікає горизонтальний потік вихідного матеріалу.
Гідравлічні класифікатори з вертикальним потоком пульпи в практиці роботи збагачувальних фабрик використовуються рідко. Вони поширені в будівельній техніці при одержанні пісків для виробництва бетону.

## Принцип дії та технологічні характеристики
Класифікація здійснюється у вертикальному або горизонтальному потоці води. Область застосування гідрокласифікаторів: за крупністю - 0,074-2 мм; за густиною - 2 500 - 4 200 кг/м3. Конічні Г.к. застосовують обмежено. Найбільше розповсюдження отримали пірамідальні Г.к. секційного камерного типу (у вітчизняних Г.к. шість камер), в яких класифікація відбувається як в горизонтальних, так і у вертикальних потоках. Спершу матеріал розділяється по граничному зерну 0,8 мм, далі - по зерну 0,2 мм, в останніх камерах - по зерну 0,071 мм, злив останньої, шостої камери має крупність 0,071 мм. Продуктивність К.г. 15-25 т/н. 